# صدف طلایی

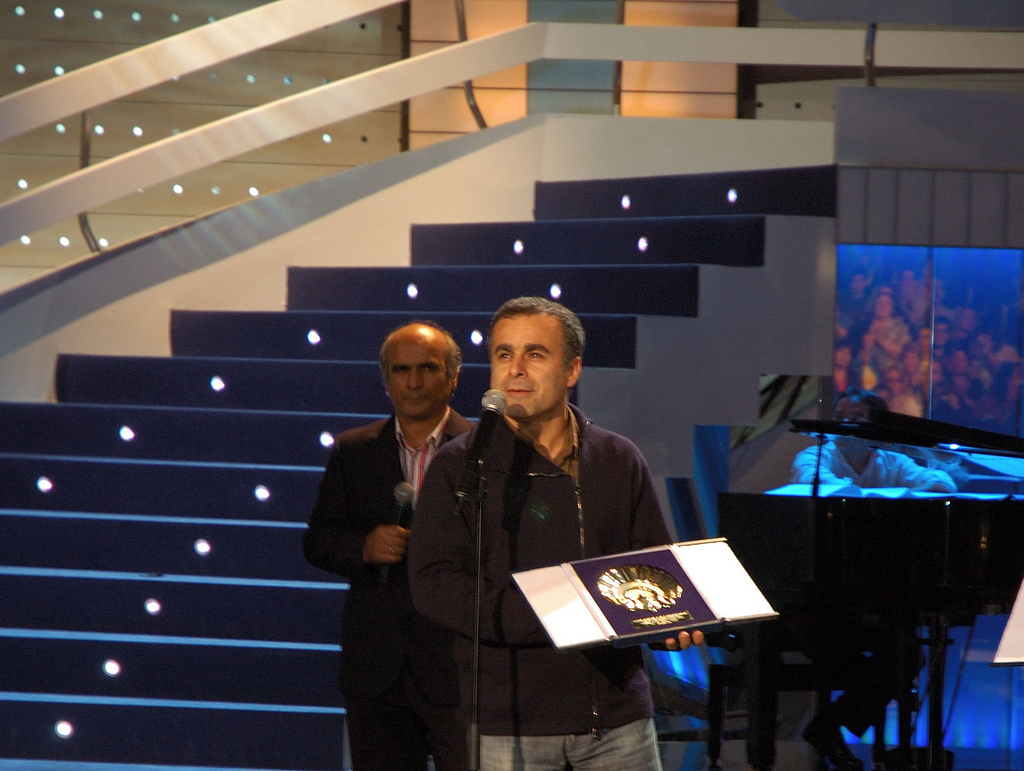
بهمن قبادی (۲۰۰۶)

صدف طلایی (اسپانیایی: Concha de Oro‎) بالاترین جایزه در جشنواره فیلم سن‌سباستین است. اعطای این جایزه از سال ۱۹۵۷ میلادی آغاز گردیده است اما از سال ۱۹۵۳ با نام گران پرمیو و از ۱۹۵۵ با نام صدف سیمین به برندگان اهدا شده است.
داریوش مهرجویی در سال ۱۹۹۳ و بهمن قبادی، دوبار در سال‌های ۲۰۰۴ و ۲۰۰۶ برنده این جایزه شده است.

## برندگان
| سال  | نام                                                                                        | کارگردان                         | کشور                                |
| ---- | ------------------------------------------------------------------------------------------ | -------------------------------- | ----------------------------------- |
| ۱۹۵۳ | La Guerra de Dios                                                                          | رافائل خیل                       | اسپانیا*                            |
| ۱۹۵۴ | Sierra maldita                                                                             | Antonio del Amo                  | اسپانیا                             |
| ۱۹۵۵ | روزهای عاشقی                                                                               | جوزپه دسانتیس                    | ایتالیا                             |
| ۱۹۵۶ | مرد راه‌آهن                                                                                 | پیترو جرمی                       | ایتالیا*                            |
| ۱۹۵۷ | اوه! سابلا                                                                                 | دینو ریسی                        | ایتالیا                             |
| ۱۹۵۸ | Ewa chce spac                                                                              | Tadeusz Chmielewski              | لهستان*                             |
| ۱۹۵۹ | داستان راهبه                                                                               | فرد زینمان                       | ایالات متحده آمریکا*                |
| ۱۹۶۰ | رومئو، ژولیت و تاریکی                                                                      | یژی وایش                         | چکسلواکی*                           |
| ۱۹۶۱ | سربازهای یک چشم                                                                            | مارلون براندو                    | ایالات متحده آمریکا                 |
| ۱۹۶۲ | جزیره آرتورو                                                                               | دامیانو دامیانی                  | ایتالیا                             |
| ۱۹۶۳ | مافیایی                                                                                    | آلبرتو لاتوادا                   | ایتالیا                             |
| ۱۹۶۴ | آمریکا، آمریکا                                                                             | الیا کازان                       | ایالات متحده آمریکا                 |
| ۱۹۶۵ | Golden Queen (Zlatá reneta) سراب (فیلم ۱۹۶۵) (tie)                                         | Otakar Vávra ادوارد دمیتریک      | چکسلواکی · ایالات متحده آمریکا      |
| ۱۹۶۶ | من این‌جا شاد بودم                                                                          | دزموند دیویس                     | بریتانیا                            |
| ۱۹۶۷ | دو تا برای جاده (فیلم)                                                                     | استنلی دانن                      | ایالات متحده آمریکا                 |
| ۱۹۶۸ | پایان روز طولانی                                                                           | Peter Collinson                  | بریتانیا                            |
| ۱۹۶۹ | مردمان باران                                                                               | فرانسیس فورد کوپولا              | ایالات متحده آمریکا                 |
| ۱۹۷۰ | کلافه از گرما                                                                              | نلو ریسی                         | ایتالیا                             |
| ۱۹۷۱ | زانوی کلر                                                                                  | اریک رومر                        | فرانسه*                             |
| ۱۹۷۲ | The Glass House                                                                            | تام گریس                         | ایالات متحده آمریکا                 |
| ۱۹۷۳ | روح کندوی عسل                                                                              | ویکتور اریسه                     | اسپانیا                             |
| ۱۹۷۴ | زمین‌های لم‌یزرع                                                                             | ترنس مالیک                       | ایالات متحده آمریکا                 |
| ۱۹۷۵ | شکارچیان (فیلم ۱۹۷۵)                                                                       | خوزه لوئیس بورائو                | اسپانیا                             |
| ۱۹۷۶ | کولی‌ها نزدیک بهشتند                                                                        | امیل لوتیانو                     | اتحاد جماهیر شوروی*                 |
| ۱۹۷۷ | An Unfinished Piece for a Player Piano (Neokonchennaya pyesa dlya mekhanicheskogo pianino) | نیکیتا میخالکوف                  | اتحاد جماهیر شوروی                  |
| ۱۹۷۸ | عبور از مرز (فیلم ۱۹۷۷)                                                                    | رابرت ام یونگ (کارگردان)         | ایالات متحده آمریکا                 |
| ۱۹۷۹ | ماراتن پاییزی                                                                              | گیورگی دانلیا                    | اتحاد جماهیر شوروی                  |
| ۱۹۸۰ | رهبر ارکستر (فیلم)                                                                         | آندری وایدا                      | لهستان                              |
| ۱۹۸۱ | داستان‌های جنون معمولی                                                                      | مارکو فرری                       | ایتالیا                             |
| ۱۹۸۲ | Demons in the Garden (Demonios en el jardín)                                               | مانوئل گوتی‌یرس آراگن             | اسپانیا                             |
| ۱۹۸۳ | Between Us (Coup de foudre)                                                                | Diane Kurys                      | فرانسه                              |
| ۱۹۸۴ | ماهی جنگی                                                                                  | فرانسیس فورد کوپولا              | ایالات متحده آمریکا                 |
| ۱۹۸۵ | دیروز (فیلم ۱۹۸۵)                                                                          | Radoslaw Piwowarski              | لهستان                              |
| ۱۹۸۶ | Half of Heaven (La mitad del cielo)                                                        | مانوئل گوتی‌یرس آراگن             | اسپانیا                             |
| ۱۹۸۷ | Wedding in Galilee (Urs al-jalil)                                                          | Michel Khleifi                   | بلژیک* - فرانسه - اسرائیل*          |
| ۱۹۸۸ | On the Black Hill                                                                          | Andrew Grieve                    | بریتانیا                            |
| ۱۹۸۹ | Homer and Eddie La nación clandestina (tie)                                                | آندری کونچالوفسکی Jorge Sanjinés | ایالات متحده آمریکا · بولیوی*       |
| ۱۹۹۰ | Letters from Alou (Las cartas de Alou)                                                     | مونچو آرمنداریس                  | اسپانیا                             |
| ۱۹۹۱ | Butterfly Wings (Alas de Mariposa)                                                         | Juanma Bajo Ulloa                | اسپانیا                             |
| ۱۹۹۲ | A Place in the World (Un lugar en el mundo)                                                | آدولفو آریستارائین               | آرژانتین*                           |
| ۱۹۹۳ | The Beginning and the End (Principio y fin) سارا                                           | Arturo Ripstein داریوش مهرجویی   | مکزیک* · ایران*                     |
| ۱۹۹۴ | Running Out of Time (Días contados)                                                        | ایمانول اوریبه                   | اسپانیا                             |
| ۱۹۹۵ | Margaret's Museum                                                                          | Mort Ransen                      | کانادا* - بریتانیا                  |
| ۱۹۹۶ | Bwana Trojan Eddie (tie)                                                                   | ایمانول اوریبه گیلیز مک‌کینون     | اسپانیا · ایرلند*                   |
| ۱۹۹۷ | کلاهبردار (فیلم ۱۹۹۷)                                                                      | کلود شابرول                      | فرانسه                              |
| ۱۹۹۸ | Wind with the Gone (El viento se llevó lo qué)                                             | Alejandro Agresti                | آرژانتین - فرانسه - هلند* - اسپانیا |
| ۱۹۹۹ | What's Life? (C'est quoi la vie?)                                                          | François Dupeyron                | فرانسه                              |
| ۲۰۰۰ | The Ruination of Men (La perdición de los hombres)                                         | Arturo Ripstein                  | مکزیک - اسپانیا                     |
| ۲۰۰۱ | A Cab for Three (Taxi para tres)                                                           | Orlando Lübbert                  | شیلی*                               |
| ۲۰۰۲ | دوشنبه‌ها در آفتاب                                                                          | فرناندو لئون د آرانوا            | اسپانیا - فرانسه - ایتالیا          |
| ۲۰۰۳ | Gun-shy (Schussangst)                                                                      | Dito Tsintsadze                  | آلمان*                              |
| ۲۰۰۴ | لاک‌پشت‌ها هم پرواز می‌کنند                                                                   | بهمن قبادی                       | ایران - عراق*                       |
| ۲۰۰۵ | Something Like Happiness (Štěstí)                                                          | Bohdan Sláma                     | چک*                                 |
| ۲۰۰۶ | نیوه‌مانگ Mon fils à moi (tie)                                                              | بهمن قبادی Martial Fougeron      | ایران · فرانسه                      |
| ۲۰۰۷ | هزاران سال دعاهای خوب                                                                      | وین ونگ                          | ایالات متحده آمریکا                 |
| ۲۰۰۸ | جعبه پاندورا (فیلم ۲۰۰۸)                                                                   | یسیم اوستااوغلو                  | ترکیه* - بلژیک - فرانسه - آلمان     |
| ۲۰۰۹ | شهر زندگی و مرگ                                                                            | Lu Chuan                         | چین*                                |
| ۲۰۱۰ | Neds                                                                                       | پیتر مولان                       | بریتانیا - فرانسه - ایتالیا         |
| ۲۰۱۱ | Los pasos dobles                                                                           | Isaki Lacuesta                   | اسپانیا - سوئیس                     |
| ۲۰۱۲ | در خانه                                                                                    | فرانسوا اوزون                    | فرانسه                              |
| ۲۰۱۳ | Bad Hair (Pelo Malo)                                                                       | Mariana Rondón                   | ونزوئلا*- پرو*- آلمان               |
| ۲۰۱۴ | Magical Girl                                                                               | Carlos Vermut                    | اسپانیا                             |
| ۲۰۱۵ | گنجشک                                                                                      | Rúnar Rúnarsson                  | دانمارک - ایسلند                    |
| ۲۰۱۶ | I Am Not Madame Bovary                                                                     | Feng Xiaogang                    | چین                                 |
| ۲۰۱۷ | هنرمند فاجعه                                                                               | جیمز فرانکو                      | ایالات متحده آمریکا                 |
| ۲۰۱۸ | Between Two Waters (Entre dos aguas)                                                       | Isaki Lacuesta                   | اسپانیا                             |
| ۲۰۱۹ | Pacificado                                                                                 | Paxton Winters                   | * برزیل                             |
| ۲۰۲۰ | Dasatskisi                                                                                 | Déa Kulumbegashvili              | فرانسه- * گرجستان                   |
| ۲۰۲۱ | Crai Nou                                                                                   | Alina Grigore                    | * رومانی                            |

*denotes first win for a nation